# 日本温泉協会
一般社団法人日本温泉協会は主たる事務所を東京都千代田区に置く一般社団法人である。温泉の研究､温泉知識の普及､温泉資源の保護、温泉利用施設の改善及び温泉利用の適正化をはかり、国民保健の増進と観光資源の活用に寄与することを目的とする。その活動の一環として、冊子「温泉」を定期発行している。さらに、2019年12月から「温泉検定」をスタートさせた。公益法人制度改革以前の主務官庁は環境省・国土交通省。

## 所在地
〒102-0093 東京都千代田区平河町2-5-5　全国旅館会館3階

## 沿革
- 1929年12月4日 - 設立。
- 1930年3月17日 - 社団法人の認可。
- 2012年11月11日 - 一般社団法人に移行[2]。

## 役員
- 会長:笹本森雄(個人会員[5]、元常磐ホテル代表取締役[6])